# 拳甲科
拳甲科（学名：Clambidae）是鞘翅目沼甲总科的一类小型昆虫，世界各地均有分布，共包含5个属。

## 形态
拳甲科昆虫体型较小，其背部常呈明显的拱起形态。触角通常由8至10节组成，而最末端的两节呈现膨大的特征。拳甲科昆虫具有明显的后足基节板，其腹部常具有5至6节可见的腹板。